# Sofiivska Borșceahivka, Kiev-Sveatoșîn
Sofiivska Borșceahivka (în ucraineană Софіївська Борщагівка) este o comună în raionul Kiev-Sveatoșîn, regiunea Kiev, Ucraina, formată numai din satul de reședință.

## Demografie
Componența lingvistică a comunei Sofiivska Borșceahivka
     Ucraineană (94,75%)
     Rusă (4,6%)
     Alte limbi (0,26%)
Conform recensământului din 2001, majoritatea populației comunei Sofiivska Borșceahivka era vorbitoare de ucraineană (94,75%), existând în minoritate și vorbitori de rusă (4,6%).